# Línea (periódico)
Línea Nacional-Sindicalista fue un periódico español publicado en la Región de Murcia. Formaba parte de la denominada Prensa del Movimiento. Este diario matutino de Murcia era más conocido con el nombre de Línea.

## Historia

### Diario oficialista de Murcia
El 29 de marzo de 1939, tras la entrada del ejército franquista en la ciudad, publicó su primer número. Apareció con el nombre de "La Verdad", que posteriormente cambió por "Arriba" y después tuvo que cambiarse por "Línea". Para su edición se emplearon las instalaciones del diario El Liberal.
El diario, al estar incluido en la red de publicaciones de la llamada Prensa del Movimiento, servía de plataforma propagandística del régimen. Su primer director fue Juan Peñafiel Alcázar. A continuación lo dirigió José Sánchez Moreno, y en 1953 se encargó de la dirección Juan Antonio Muñoz Monpeán, que propuso un cambio a un periódico más sensacionalista y popular. Tenía en un formato de 440 por 300 mm. Hasta mitad de los años sesenta era el diario más vendido en Murcia.
Inició su decadencia al producirse cambios en el régimen franquista a comienzos de los años sesenta. Un primer motivo fue la inestabilidad editorial de la dictadura, lo que provocó numerosos cambios en la dirección del periódico, otro motivo fue la promulgación de la nueva Ley de Prensa de 1966 y junto a estas causas, se produjo una renovación en los planteamientos editoriales y tecnológicos de su diario contrincante, La Verdad. Así su tirada que se situaba en los 35000 ejemplares en 1965 pasó a 16940 en 1970, según señala el Anuario de la Prensa Española.

### Fin de la prensa del movimiento en Murcia
Con la llegada de la democracia se inicia el proceso de reforma de la prensa franquista y en 1974 aparece en la lista de los periódicos para cerrar por motivos económicos. Sin embargo, un año después se trata de hacer una reforma global en la prensa del movimiento y adaptarla a la nueva realidad. No obstante, no consiguió aumentar su tirada significativamente.
José Juan Cano Vera fue el director encargado de realizar esta transición, sin embargo, tras 44 años de publicación, en febrero de 1983 se produjo su cierre. Uno de los principales motivos del mismo fue de tipo económico, ya que en ese momento mantenía una tirada de 3500 ejemplares que provocaba unas pérdidas del equivalente a medio millón de euros.